# Zale bethunei
Zale bethunei är en fjärilsart som beskrevs av Smith 1909. Zale bethunei ingår i släktet Zale och familjen nattflyn. Inga underarter finns listade i Catalogue of Life.